# 圣凯瑟琳街 (波尔多)

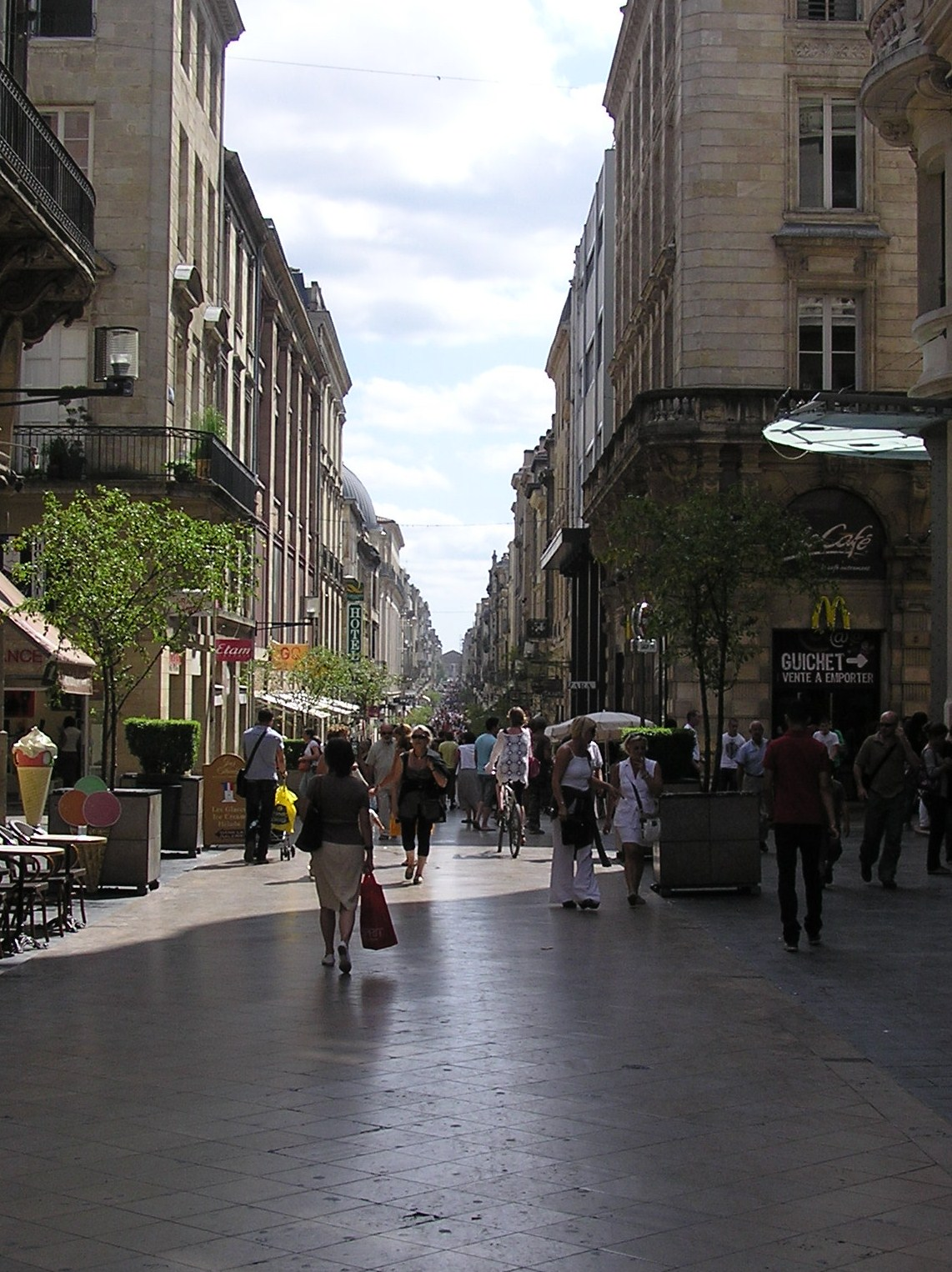
圣凯瑟琳街

圣凯瑟琳街（法語：rue Sainte-Catherine）是法国城市波尔多的一条长1.2公里的步行街，也是该市主要购物街。
圣凯瑟琳街是贯穿该市老城区的两条主要街道之一。它沿着该市的南北轴线，连接了波尔多大剧院所在的喜剧广场（place de la Comédie）以及胜利广场（Place de la Victoire）。圣凯瑟琳街在1976年到1977年大部分路段成为步行街，1984年全线均成为步行街。常常号称是欧洲最长的步行街。2000年至2003年进行了彻底翻新。
圣凯瑟琳街的中心圣Project（于674年逝世的奥佛涅主教）广场。1977年恢复十字交叉路口，这是一个建于1392年的墓地的中心。这座教堂位于南部，钟楼依然存在。喷泉建于约1715年。
在街道顶部，有波尔多美术馆的入口之一，购物商场是在1834年启用。
在这条街与阿尔萨斯-洛林林荫道（cours Alsace-Lorraine）的交汇处，有一幅浮雕说明有两条地下河注入加龙河：Peugue河和德韦泽河（Devèze）。

## 交通
圣凯瑟琳街设有轻轨电车A线的圣凯瑟琳站，以及B线的大剧院站和胜利站。